# Rundsporthalle

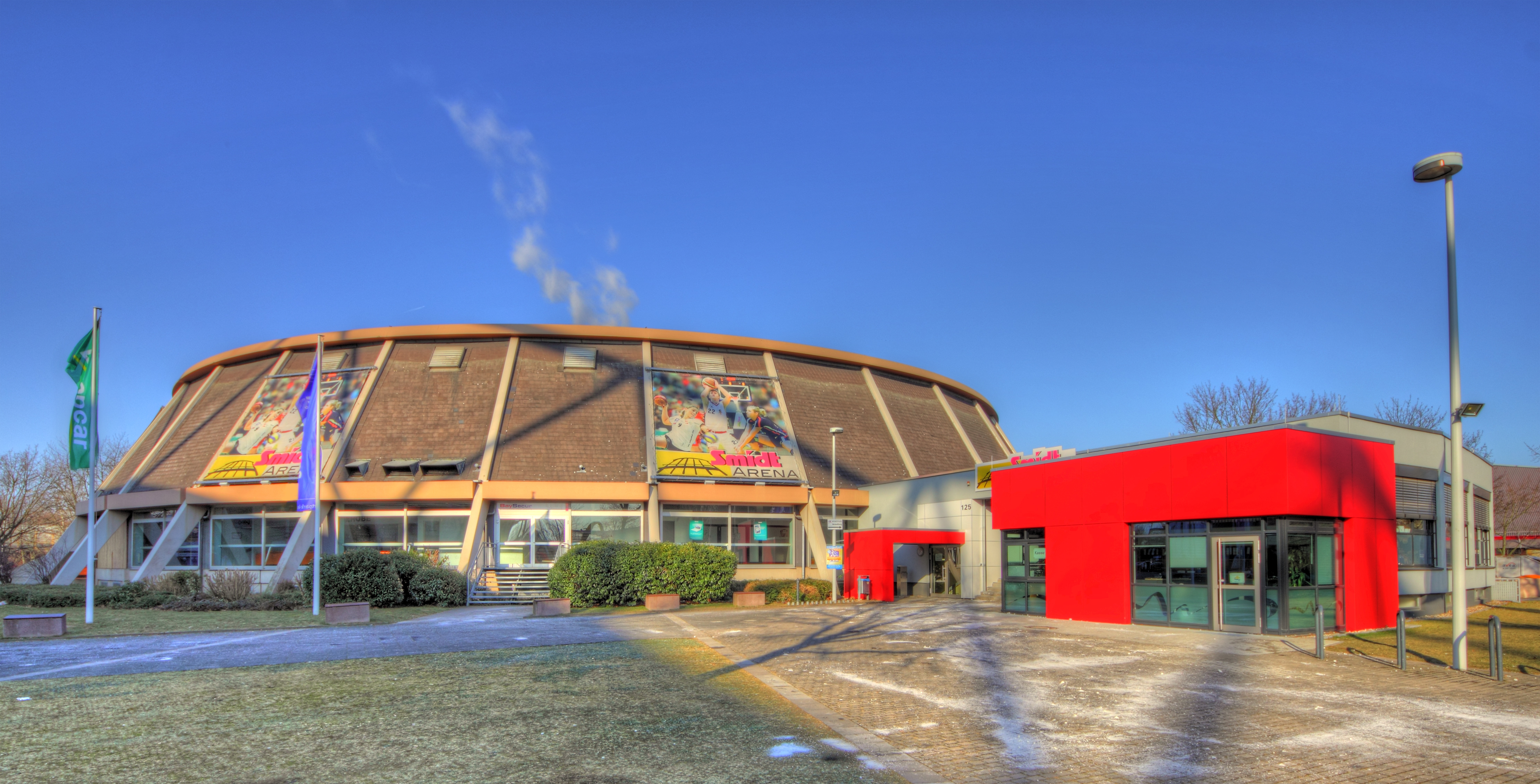
Die Ostermann-Arena in Leverkusen

Rundsporthalle oder Rundturnhalle bezeichnet im engeren Sinn einen sehr einheitlichen Sporthallentyp, dem viele Ende der 1960er und in den 1970er Jahren gebaute Hallen entsprechen. Häufig werden aber auch alle Sporthallen mit rundem Grundriss als „Rundsporthalle“ bezeichnet, grundsätzlich bestand von den 1960er bis in die 1980er Jahre eine Tendenz für den Bau von Hallen mit rundem Grundriss. Es gibt ungefähr 70 Sporthallen dieser Bauart, vor allem in Deutschland, aber auch in Österreich und der Schweiz.
Die bekanntesten Rundsporthallen sind die Ostermann-Arena (früher Smidt-Arena, davor Wilhelm-Dopatka-Halle) in Leverkusen, die Rundsporthalle Ludwigsburg, in denen die dortigen in der Bundesliga spielenden Basketballmannschaften lange Jahre ihre Heimspiele austrugen, sowie die Rundsporthalle Waiblingen, die als Heimspielstätte der Zweitligahandballerinnen des VfL Waiblingen Handball fungiert. Die Olympiahalle in München stammt auch aus dieser Zeit und weist ebenfalls eine runde Bauform auf, weicht aber von den anderen äußerlich recht einheitlichen Rundsporthallen in Größe und Gestaltung deutlich ab. Ebenfalls in München wurde 2011 die Rudi-Sedlmayer-Halle saniert und dient nun unter dem neuen Namen BMW Park der Basketball-Mannschaft des FC Bayern München als neue Heimspielstätte.

## Rundsporthallen klassischen Typs
In Westdeutschland wurden zwischen 1967 und 1976 insgesamt 31 Rundsporthallen gebaut, davon unter anderem 13 in Nordrhein-Westfalen, acht in Baden-Württemberg und fünf in Rheinland-Pfalz. Der Typ „Rundsporthalle“ wurde von der Firma Fröhlich und Dörken in Gevelsberg angeboten, die Baukosten betrugen je nach Baujahr und Größe zwischen drei und vier Millionen DM. Die Rundsporthalle in Landau in der Pfalz wurde im Frühjahr 2018 abgerissen, so dass nur noch 30 Rundsporthallen aus dieser Zeit existieren.

### Konstruktion
Der Durchmesser des kreisförmigen Grundrisses beträgt bei den meisten Hallen 53, seltener auch 63 Meter. Der Querschnitt der Hallen ist trapezförmig. Das Dach wird von 24 kreisförmig angeordneten Stahlbetonstützen getragen. Die Dachkonstruktion ist als zugbeanspruchte Kegelschale aus vier Millimeter dickem Stahlblech mit radial angeordneten Streifen aufgebaut. Die Außenwände sind bis drei Meter Höhe als Stahlbetonsandwichplatten, darüber als außen und innen verkleidetes Stahl-Holzfachwerk ausgeführt.

### Ausstattung und Verwendung
Die Sport- bzw. Mehrzweckhallen entsprechen DIN 18032 und beinhalten einen Gymnastikraum sowie einen großzügigen Zuschauerbereich. Beim Hallentyp mit 53 Meter Durchmesser beträgt die Sportfläche 1360 m², die Hauptnutzfläche 2433 m². Beim größeren Hallentyp betragen diese Flächen 1800 m² bzw. 3413 m².
Bei diesen Hallen kann das quer zur Zuschauertribüne liegende Großspielfeld durch Trennvorhänge in drei kleinere Übungsfelder unterteilt werden. Die Hallen sind vorwiegend für den Schul- und Vereinssport genutzt, eine Nutzung für Veranstaltungen gibt es bei einigen Hallen dieses Typs ebenfalls.

### Asbestsanierung
In den 1980er Jahren war für die Hallen dieser Bauart eine Sanierung des Innendachs erforderlich, da durch den aus Gründen des Brand-, Wärme und Schallschutzes verwendeten Asbest eine gesundheitsgefährdende Belastung der Luft durch Asbestfasern befürchtet wurde. Diese Asbestbeschichtungen wiesen in allen Hallen Beschädigungen auf, weshalb mit einer Freisetzung von erheblichen Mengen Asbestfeinstaubs zu rechnen war, obwohl nur in einzelnen Hallen tatsächlich eine höhere Konzentration gemessen werden konnte. Die Gesamtkosten der Sanierung lagen in Baden-Württemberg pro Halle zwischen 200.000 und 500.000 DM.